# Paul Wendkos
Paul Wendkos (20. september 1922 i Philadelphia, Pennsylvania – 12. november 2009) var en amerikansk tv og filminstruktør.
Wendkos lavede film som The Burglar, Because They're Young, Gidget, Gidget Goes Hawaiian, Gidget Goes to Rome, og The Mephisto Waltz. han instruerede tv-episoder af Playhouse 90, Alcoa Theatre, Ben Casey, Dr. Kildare, Route 66, The Rifleman, Mr. Novak, Honey West, The Big Valley, I Spy, The Invaders og Hawaii Five-O.
Wendkos blev citeret af filmkritikeren Andrew Sarris i sin bog The American Cinema: Directors and Directions 1929-1968. Han er også nævnt sammen med mange andre direktører, i The American Vein: Directors and Directions af Christopher Wicking.